# 현지에서 먹힐까?
《현지에서 먹힐까?》는 tvN의 예능 프로그램이다. 나영석PD 사단의 제작이 제작으로 한국의 음식, 한국화 된 세계요리가 '현지에서 먹힐것인가'라는 테마로 해외에 나가 푸드트럭을 운영하는 버라이어티 프로그램이다. 시즌1 메인 셰프는 홍석천이 맡았으며, 시즌2와 시즌3는 이연복이 메인 셰프를 맡았다. 시즌 1은 2018년 3월~5월, 시즌 2는 2018년 9월~11월에, 그리고 시즌 3는 2019년 4월~7월에 방영되었다.

## 출연자

### 시즌 1
태국편
- 홍석천
- 이민우
- 여진구

### 시즌 2
중국편
- 이연복
- 김강우
- 허경환
- 서은수

### 시즌 3
미국편
- 이연복
- 에릭
- 허경환
- 존 박
- 이민우[1]

## 시청률

### 시즌 1
최저 시청률과 최고 시청률은 시청률 조사회사와 지역별로 시청률에 차이가 있을 수 있습니다.
| 2018년 | 2018년   | 2018년     |
| 회차   | 방송일   | AGB 시청률 |
| ------ | -------- | ---------- |
| 제1회  | 3월 27일 | 1.853%     |
| 제2회  | 4월 3일  | 1.567%     |
| 제3회  | 4월 10일 | 1.367%     |
| 제4회  | 4월 17일 | 1.432%     |
| 제5회  | 4월 24일 | 1.569%     |
| 제6회  | 5월 1일  | 1.578%     |
| 제7회  | 5월 8일  | 1.881%     |
| 제8회  | 5월 15일 | 1.311%     |

### 시즌 2
최저 시청률과 최고 시청률은 시청률 조사회사와 지역별로 시청률에 차이가 있을 수 있습니다.
| 2018년 | 2018년    | 2018년     |
| 회차   | 방송일    | AGB 시청률 |
| ------ | --------- | ---------- |
| 제1회  | 9월 8일   | 3.778%     |
| 제2회  | 9월 15일  | 4.088%     |
| 제3회  | 9월 22일  | 4.110%     |
| 제4회  | 9월 29일  | 4.578%     |
| 제5회  | 10월 6일  | 5.359%     |
| 제6회  | 10월 13일 | 4.017%     |
| 제7회  | 10월 20일 | 4.190%     |
| 제8회  | 10월 27일 | 4.854%     |
| 제9회  | 11월 3일  | 4.510%     |
| 제10회 | 11월 10일 | 4.609%     |
| 제11회 | 11월 17일 | 3.398%     |

### 시즌 3
최저 시청률과 최고 시청률은 시청률 조사회사와 지역별로 시청률에 차이가 있을 수 있습니다.
| 2019년 | 2019년   | 2019년     |
| 회차   | 방송일   | AGB 시청률 |
| ------ | -------- | ---------- |
| 제1회  | 4월 18일 | 3.981%     |
| 제2회  | 4월 25일 | 3.280%     |
| 제3회  | 5월 2일  | 3.661%     |
| 제4회  | 5월 9일  | 4.995%     |
| 제5회  | 5월 16일 | 5.205%     |
| 제6회  | 5월 23일 | 5.429%     |
| 제7회  | 5월 30일 | 4.017%     |
| 제8회  | 6월 6일  | 4.223%     |
| 제9회  | 6월 13일 | 3.811%     |
| 제10회 | 6월 20일 | 4.128%     |
| 제11회 | 6월 27일 | 4.445%     |

## 후속 프로그램
- 씬의 퀴즈(2019년 7월 11일)